# (Não) Era Amor
"(Não) Era Amor" é uma canção da cantora brasileira Giulia Be, contida no seu EP de estreia, Solta (2020). Foi lançada como segundo single do EP em 13 de março de 2020, através da Warner Music Brasil. Foi composta pela própria Giulia juntamente com Victor Wao, sendo produzida pelo último junto com Paul Ralphes.

## Antecedentes
Em 8 de março de 2020, a cantora anunciou a data e o nome da canção em suas redes sociais. No dia seguinte divulgou a capa do single com a legenda revelando seu lançamento para o dia 13.

## Vídeo musical
O vídeo musical de "Não Era Amor" foi lançado em 13 de março de 2020. Dirigido por Pedro Tófani e Fernando Hideki, no vídeo ela luta contra ela própria em um ringue de boxe e também é todas as componentes de sua banda no novo clipe.